# Man Ray
Emmanuel Rudzitsky (27 tháng 8 năm 1890 - 18 tháng 11 năm 1976), được biết đến nhiều với nghệ danh Man Ray, là một nghệ sĩ người Mỹ, người sống phần lớn thời gian sự nghiệp tại Paris, Pháp. Được coi là một người theo chủ nghĩa tân thời, Man Ray là một nhân vật có đóng góp quan trọng cho những phong trào thuộc hai trường phái Dada và trường phái siêu thực, dù ông không gắn bó xác định với trường phái nào. Man Ray được biết đến nhiều nhất về cách chụp ảnh avant-garde của mình. Ông cho ra đời rất nhiều tác phẩm cho đủ các dạng truyền thông và tự coi mình là một họa sĩ. Ông cũng được biết đến là một nhiếp ảnh gia chân dung và thời trang có tiếng.
Dù trong thời của mình, các tác phẩm nhiếp ảnh dạng chân dung và thời trang của Man Ray không được đánh giá cao, nhưng danh tiếng của ông đã phát triển nhanh chóng trong những thập kỷ sau.
Năm 1999, tạp chí ARTnews bầu ông là một trong 25 nghệ sĩ có tầm ảnh hưởng nhất thế kỷ 20.